# Геле Алушев
Ангел (Геле) Алушев е български революционер, деец на Вътрешната македоно-одринска революционна организация.

## Биография
Геле Алушев е роден в леринското село Баница, тогава в Османската империя. Присъединява се към ВМОРО и същевременно работи като полски пъдарин. Представителите на леринския революционен район Дзоле Гергев, Стойче Шерилов, Геле Алушев и Найден Бъндев се срещат с воденските войводи Лука Иванов и Кара Ташо на Гьорго-Пешовите колиби на Каймакчалан между 18 и 21 юли 1905 година, за да обсъдят зачестяващите андартски набези. На 21 юли леринската група поема пътя обратно към Горничево. Нощуват във Фармакевите мандри, където към тях се присъединява чеганският деец на ВМОРО Георги Гулев. Сутринта на 22 юли Гулев забелязва гръцки андартски четник, избягал от разбитата гръцка чета, нападнала дни по-рано Горничево. Четниците му устройват засада, но Геле Алушев е убит при престрелката. Никола Киров алтернативна историята в статията „Един срещу тридесет“, но Найден Бъндев опровергава разказаното в нея. Вследствие на сражението при Горничево избухва Горничевската афера.